# David Kudrave
David Peter Kudrave (Los Angeles, 10 de março de 1966) é um ex-automobilista norte-americano.

## Carreira
Estreou no automobilismo em 1985, na Fórmula Super Vee, tendo feito 23 corridas em 3 temporadas, obtendo 6 pódios e 3 vitórias. Também competiu na Fórmula Pacific (1987), HFC American Racing Series (1988–89), American Racing Series (1990) e Indy Lights (atual Indy NXT, entre 1991 e 1992).
Pela CART, foi inscrito pela equipe Euromotorsport em 12 provas nas temporadas de 1993 e 1994, com 7 largadas. Seu melhor resultado na categoria foi justamente na corrida de estreia, em Phoenix, chegando na oitava posição e obtendo 6 pontos, terminando em 27º lugar na classificação geral.  Ficou um ano sem competir e voltou às pistas em 1996, pela recém-criada Indy Racing League (atual IndyCar Series), pela equipe Tempero-Giuffre Racing, pilotando um Lola-Buick. O melhor desempenho de Kudrave foi também em Phoenix, quando terminaou na décima posição. Encerrou a carreira nas pistas em 1997. 
Atualmente, trabalha como corretor de imóveis comerciais no sul da Califórnia.